# オレンジウォーク
オレンジウォーク(Orange Walk)はベリーズ第5の都市。人口は約1万4000人（2020年推定）。オレンジウォーク郡の郡都である。ニュー川の左岸にあり、ベリーズシティの北、約100kmのところにある。
町の経済は農業や観光業が中心であり、サトウキビ栽培などが行われている。住民も多様であり、メスティーソの他、クレオールや中国人、インド人も居住している。

## 歴史
マヤ文明の時代、このエリアは'Holpatin'と呼ばれていた。このエリアには、マヤ文明における古典期以前における最大の寺院が存在している。1530年代頃ヨーロッパ人との接触が始まった。1848年、ユカタンカースト戦争 (en: Caste War of Yucatán) によってメキシコから避難してきた多くのマヤ人やメスチソがこのエリアに流入し、急激な人口増加に見舞われた。
今日もこのエリアで引き継がれている多くの伝統が、メスチソの流入とともにもたらされた。その1つに、サトウキビ栽培が挙げられる。時を経て、サトウキビ産業はベリーズの主要な産業となった。現在もサトウキビ産業により、このエリアは繁栄を続けており、オレンジウォークのニックネームは「砂糖の街」である。